# 芹澤南
芹澤南（日语：／ Serizawa minami，1996年7月16日—），日本寫真偶像、女演員、前女子偶像組合「#Dortue」的成員。於東京都出身。所屬事務所為Production-I。

## 生平
2010年1月22日，芹澤推出自己第三部寫真DVD《南醬的部活天國》（南ちゃんの部活天国），飾演體驗眾多社團活動的學生。4月9日，她的寫真DVD《I☆doll 女僕 南》（アイ☆ドール･メイド みなみ）公開，在當中以身穿女僕裝的姿態視人。同年她亦在雜誌《Chu→Boh vol.39》上亮相。
2011年9月16日，她推出在沖繩拍攝的寫真DVD《我的妹妹怎麼可能會這麼可愛 ～我跟妹妹一起來到沖繩海～》（僕の妹がこんなに可愛い訳 〜僕が妹と沖縄の海にきちゃった訳〜），她認為這部DVD的入海場景「拍得最好」。除此之外，她亦在該年推出片長50分鐘的寫真DVD《南，測驗，F班》（ミナミとテストとFクラス）。
2012年3月17日，芹澤推出中學畢業紀念作品《畢業作品 全部校園泳裝SP》（卒業作品　ぜんぶスクール水着SP），這部作品以她身穿各類校園泳裝的樣子為主軸。5月19日，她跟安藤穗乃果合拍的寫真DVD《俺僕×NEW 超級服務》（俺僕×NEW スーパーサービス）公開。6月16日，她的寫真DVD《@Crepe 高中生系列第一彈！！》（@クレープ高校生シリーズ第1弾!!）面世，之後她在秋葉原出席了發售紀念活動，並表示在拍攝洞穴場景時感到「害怕」。9月22日，她公開在沖繩拍攝的寫真DVD《炸雞和牛奶是必須的》（必要なのは唐揚げとギュウ乳）。
2013年6月，原事務所雅典娜出版因為芹澤跟涉嫌犯罪的大學生交往，所以決定把跟她簽訂的合約取消，即使她本人沒參與過犯罪行為。之後她在2015年改跟Production-I簽約，重回藝能界，並成為女子偶像組合「#Dortue」（＃ドルーチュ）的成員。「#Dortue」及後在2018年解散。

## 人物
芹澤喜歡打籃球。家中有一兄。芹澤在2011年時表示，自己不時會跟他討論動畫內容。她還在就讀中學時，數學科成績較差。

## 外部連結
- 芹澤南的X（前Twitter）
- 芹沢南 - GREE，存于